# La Découverte du ciel (film)
Pour plus de détails, voir Fiche technique et Distribution.
La Découverte du ciel est un film réalisé par Jeroen Krabbé sorti en 2001, et adapté du livre du même nom de l'écrivain néerlandais Harry Mulisch.

## Synopsis
À la fin des années 1960, Dieu, déçu par l'homme, veut récupérer les tables du Décalogue. Mais ses anges, incapables de le faire eux-mêmes, ont besoin de l'être humain. Ils doivent créer un homme apte à retrouver les tables de la Loi afin de les détruire. Ils font se rencontrer trois êtres géniaux, tant sur le plan des connaissances que sur le plan artistique, pour engendrer une espèce de nouveau Messie. Onno, philologue excentrique et fils d'un ancien ministre, Max, mathématicien et astrophysicien, dont le père était nazi et la mère juive, et Ada, une violoncelliste. De cette relation triangulaire naîtra un fils : Quinten. Cet enfant sera-t-il l'élu qui accomplira les desseins de Dieu ?

## Fiche technique
- Titre original : The Discovery of Heaven
- Titre français : La Découverte du ciel
- Réalisation : Jeroen Krabbé
- Scénario : Edwin de Vries, d'après le roman éponyme d'Harry Mulisch édité en 1992
- Direction artistique : Jaap Verburg
- Décors : Benedict Schillemans
- Costumes : Yan Tax
- Photographie : Theo Bierkens
- Montage : Nigel Galt et Kant Pan
- Musique : Henny Vrienten
- Production : Ate de Jong
- Coproduction : Heleen Rouw
- Production exécutive : Arnold Heslenfeld
- Société de production : Mulholland Pictures
- Société de distribution : RCV Film Distribution (Pays-Bas)
- Budget : 30 millions NLG
- Pays d'origine :  Pays-Bas et  Royaume-Uni
- Langue originale : anglais
- Genre : Drame et fantastique
- Durée : 134 minutes
- Dates de sortie :
  -  Pays-Bas : 25 octobre 2001

## Distribution
- Stephen Fry : Onno Quist
- Greg Wise : Max Delius
- Flora Montgomery : Ada Brons
- Neil Newbon : Quinten Quist
- Jeroen Krabbé : Archange Gabriel
- Nettie Blanken : Coba
- Diana Quick : Sophia Brons
- Marjolein Sligte : Selma Kern

## Récompenses et distinctions
- 2002 : Gouden Kalf (Veau d'Or) pour le meilleur scénario au Festival du Cinéma néerlandais
- 2002 : Gouden Film

### Nominations
- Gouden Kalf (Veau d'Or) pour le meilleur film au Festival du Cinéma néerlandais